# Горбоконик (балет)
«Горбоконик» (рос. Конёк-Горбунок) — балет на 4 дії 8 картин з прологом і епілогом російського композитора Родіона Щедріна за однойменною казкою П. П. Єршова. Автори сценарію балетмейстер В. І. Вайнонен і драматург П. Г. Маляревський.

## Історія створення
Балет складений, за деякими даними, в 1955 році, за іншими — в 1958 на замовлення Большого театру молодим композитором, тоді ще студентом консерваторії. За спогадами композитора, роботі над балетом передувала поїздка по білоруських селах, де композитор слухав народні пісні. Прем'єра балету відбулася 4 березня 1960 року в Большому театрі (Москва) в хореографії Олександра Радунського. Партитуру балету Родіон Щедрін присвятив Майї Плісецькій, балерині Большого театру, з якою він познайомився під час репетицій «Горбоконика». На початку жовтня 1958 року композитор і балерина одружилися.

## Зміст

### Пролог
Селянський син Іван стеріг пшеницю і зловив злодія — чарівного коня, який у відкуп дав Іванові трьох коней: двох красенів розписних, а третього — коника на прізвисько горбоконик.

### Дія перша
Іван з братами продавав коней царя, але коні не хотіли продаватися без Івана, і він узяв Івана конюхом.

### Дія друга
Колишній конюх розсердився і доніс на Івана, що той бажає привезти Цар-дівчину. Цар послав тоді сам за нею Івана, і Коник-Горбоконик допоміг Івану виконати доручення.

### Дія третя
Щоб одружитися з Цар-дівицею, цар вирішив омолодитися, скупавшись в окропі, але випробувати спосіб омолодження спочатку на Іванові. Той змушений був підкоритися, пірнув в окріп і виринув сліпучим красенем, добрим молодцем. Тоді і цар, повний надій і не підозрюючи про підступ і шахрайство, пірнув в окріп і … живцем зварився.

### Епілог
Весілля Івана і Цар-дівиці.

## Балет на сценах театрів України
- 1985 рік — Балет «Горбоконик» у Київському муніципальному театрі опери та балету для поставив балетмейстер Віктор Литвинов (дебют в якості постановника). Лібрето Василія Вайнонена та Павла Маляревського за редакцією Віктора Литвинова. В редакції В. Литвинова балет має 2 дії.
- 2008 рік — Постановку балету в Харківському академічному театрі опери та балету ім.  М. В. Лисенка (балетмейстер Віктор Литвинов).
- 2014 рік — прем'єра поновленої вистави в ХНАТОБ.
- 27 листопада 2020 року — поновлення вистави в ХНАТОБ (диригент-постановник оновленої версії — Павло Багінський, художники постановники оновленої версії — заслужений художник України Надія Швець, Ірина Степнова. Деніс Ковальов)[5].

## Зміст постановки ХНАТОБ[6]
Дія 1
У давнину жили три брати. Старші — Данило та Гаврило — злі були та ледащі, над молодшим, Іванком, посміювалися, за всіх працювати змушували. Одного разу брати зібралися на ярмарок. Важкі мішки на возі, а замість коня запрягли Іванка. Раптом з'явилася Жар-птиця — Цар-дівиця. Пожаліла вона Іванка й подарувала йому Горбоконика. Набридло Іванкові образи від братів терпіти і вирішив він з Горбокоником щастя й волі шукати. Попрямували вони на ярмарок. А там — городяни торгують, купують. Сам цар прибув, а з ним бояри. Аж раптом на шляху царської процесії купа мішків з возу вивалилася, да так, що ними всіх з ніг позбивало. Злякалися Данило й Гаврило, в усьому Іванка звинуватили. Щоб цар не гнівався, віддали йому Горбоконика. Залишився Іванко один, сумує без вірного друга. І знову на допомогу з'явилася Жар-птиця, подарувала йому своє чарівне перо, що вогнем виблискує, веселкою переливається. Задумав хлопець виміняти його на Горбоконика та вирушив до царського терему. Як побачив Цар перо, наказав Іванові спіймати й принести йому саму Жар-птицю.
Дія 2
Забралися Іванко з Горбокоником на Срібну гору, куди вночі жар-птиці злітаються. Тут вони перетворюються на дівчат, танцюють, грають аж до ранку. Прилітає сюди разом з усіма і Цар-дівиця. Добре заховався Іванко, приловчився — та спіймав її. І завмер — яка краса! Цар-дівиця також від нього очей не може відвести. Недаремно ж Іванку завжди допомагала. Втім, треба йому царський указ виконувати… Та не міг Іван Жар-птицю віддати старому, випустив на волю. І велить його Цар за це стратити. Але Цар-дівиця не дала коханому загинути, сама до царського терему з'явилася. Подивився Цар на неї та про гнів свій одразу забув. А Цар-дівиця йому пропонує омолодитися: нехай викупається в молоці, що кипить. Злякався Цар, страшно йому до казана стрибати — наказав спочатку Іванка кинути. Заспокоїли Горбоконик і Цар-дівиця хлопця: мовляв, нічого не бійся, стрибай! І вийшов Іван з казана таким вродливим, що ні в казці сказати, ні пером описати. Данило й Гаврило догідливо підсаджують Царя в казан, але той — бух! І зник там, тільки корона й сорочка залишилися. А народ славить-величає Івана з Цар-дівицею, бажає їм жити в любові та злагоді. Горбоконик теж радий, що у казки про нього щасливий кінець.

## Цікаві факти
Перший балет за казкою Петра Єршова «Коник-Горбоконик» був створений італійським композитором Цезарем Пуні та французьким балетмейстером Артуром Сен-Леоном. Прем'єра балету відбулася наприкінці 1864 року на Петербурзькій імператорській сцені — Большому Камерному театрі.